# Albese con Cassano

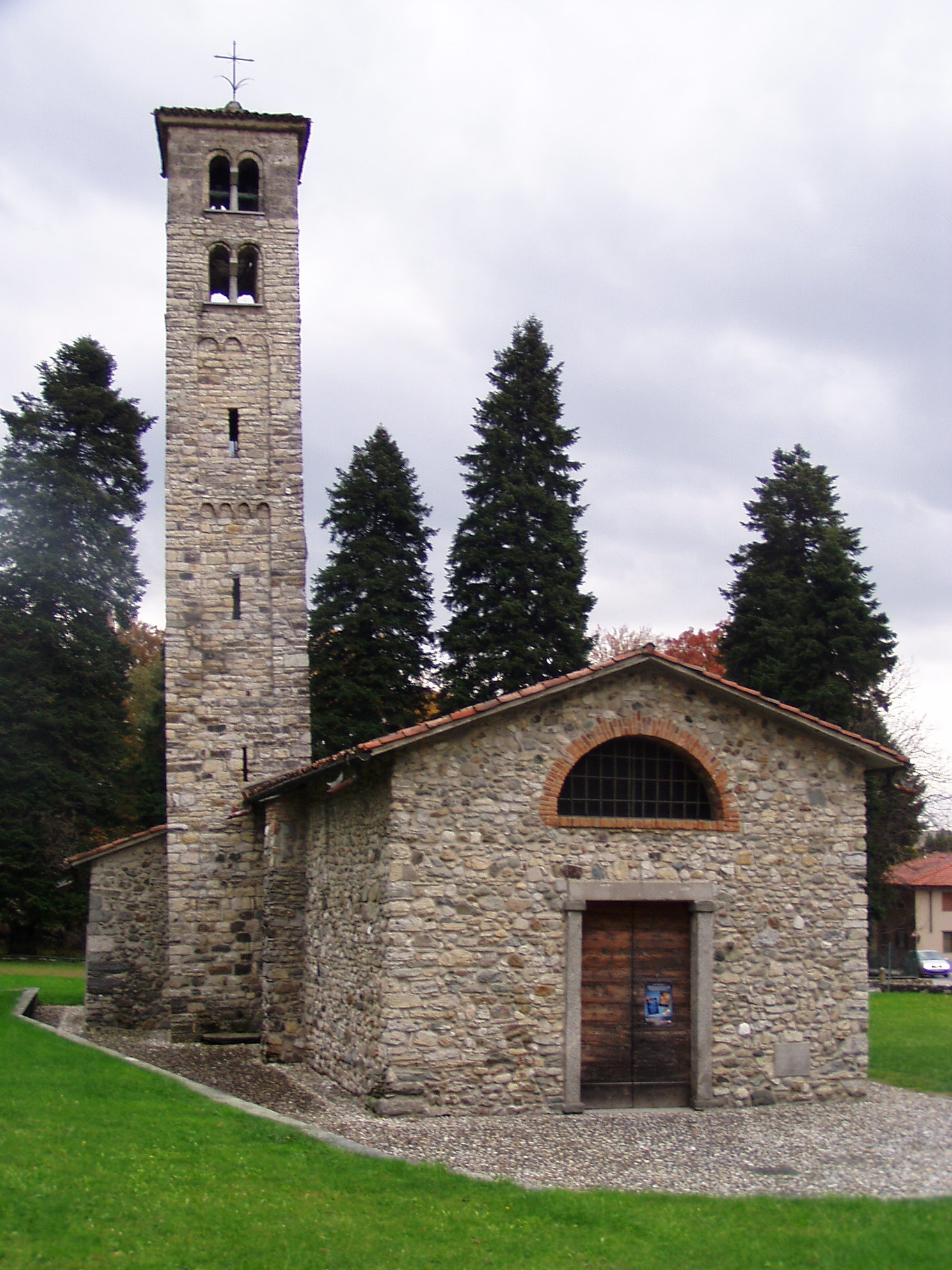
Romanische Kirche San Pietro

Albese con Cassano ist eine italienische Gemeinde mit 4250 Einwohnern (Stand 31. Dezember 2023) in der Provinz Como in der Region Lombardei.

## Geographie
Es liegt etwa 35 km nördlich von Mailand und 5 km östlich von Como. Im Jahr 1971 hatte die Gemeinde Albese con Cassano eine Fläche von 814 Hektar.
Die Nachbargemeinden sind Albavilla, Faggeto Lario, Montorfano, Orsenigo und Tavernerio.

## Geschichte
In den „Statuti delle acque e delle strade del contado di Milano“ aus dem Jahr 1346 wird Albesio zur pieve Incino gezählt und unter den Orten, die für die Instandhaltung der „strata de Niguarda“ verantwortlich sind, als „el locho de Albesio“ aufgeführt (1346). Im Jahr 1441 wurde Albesio mit der gesamten Gemeinde Incino, in der es sich befand, vom Herzog Filippo Maria Visconti an die Grafen Dal Verme als Lehen vergeben. Albesio bildete bis zum 7. August 1469 eine einzige Gemeinde mit dem Gebiet von Cassano, als die beiden Gemeinden durch ein istrumento des Notars Antonio Stopano aus Como voneinander unabhängig gemacht wurden. In den Registern des Estimo (Grundbuch) des Herzogtums Mailand von 1558 und den nachfolgenden Aktualisierungen von 1590 und dem 17. Jahrhundert ist Albesio noch immer in derselben Gemeinde enthalten, wo es auch 1644 noch zu finden ist (1644). Mit einer Urkunde vom 14. November 1656 wurde die Gemeinde als Lehen an die Familie Carpani vergeben. Im „Compartimento territoriale specificante le cassine“ von 1751 gehörte Albesio noch zum Herzogtum Mailand, zur Gemeinde Incino, und sein Gebiet umfasste auch die Cassinaggi von Stortina, Mirandola, Cassina „vicina alla soddetta Mirandola“, Merona, Cassina „vicina alla detta Merona“, Rondinina (1751). Aus den Antworten auf die 45 Fragen der Volkszählungsbehörde von 1751 geht hervor, dass die Gemeinde dem Markgrafen Francesco Carpani unterstellt war, dem die Gemeinde keine Abgaben leistete. Die 742-Seelen-Gemeinde hatte keine Räte, sondern berief die Bevölkerung zu öffentlichen Versammlungen ein, um Entscheidungen zu treffen. Die Verwaltung wurde einem regelmäßig bezahlten Bürgermeister und zwei Stellvertretern anvertraut, von denen der erste im folgenden Jahr Bürgermeister wurde, so dass Platz für einen neuen Stellvertreter blieb. Die Gemeinde unterstand damals einem feudal ernannten Podestà, der in Corneno residierte und dem jährlich ein Gehalt gezahlt wurde. Albesio ist auch in der Pieve Incino enthalten und erscheint im „Verzeichnis der Pfarreien und Gemeinden des Staates Mailand“ von 1753, das noch zum Herzogtum Mailand gehört (1753).
Nach dem vorübergehenden Zusammenschluss der lombardischen Provinzen mit dem Königreich Sardinien wurde die Gemeinde Albese mit 1.537 Einwohnern, die von einem fünfzehnköpfigen Gemeinderat und einem zweiköpfigen Stadtrat verwaltet wird, gemäß der durch das Gesetz vom 23. Oktober 1859 geschaffenen territorialen Aufteilung in den Bezirk XI von Erba, Bezirk I von Como, Provinz Como, eingegliedert. Bei der Gründung des Königreichs Italien im Jahr 1861 hatte die Gemeinde 1.558 Einwohner (Volkszählung 1861). Nach dem Gemeindegesetz von 1865 wurde die Gemeinde von einem Bürgermeister, einer Junta und einem Rat verwaltet. Im Jahr 1924 wurde die Gemeinde in den Bezirk Como der Provinz Como eingegliedert. Nach der Gemeindereform von 1926 wurde die Gemeinde von einem Podestà verwaltet. 1928 wurde die Gemeinde Albese zur neuen Gemeinde Albese con Cassano zusammengelegt.(Königliches Dekret Nr.  1972 vom 10. August 1928). Nach dem 1926 erlassenen Gesetz über die lokale Verwaltung wurde die Gemeinde von einem Podestà verwaltet. Nach der Gemeindereform von 1946 wurde die Gemeinde Albese con Cassano von einem Bürgermeister, einer Junta und einem Gemeinderat verwaltet.

## Bevölkerung
| Bevölkerungsentwicklung | Bevölkerungsentwicklung | Bevölkerungsentwicklung | Bevölkerungsentwicklung | Bevölkerungsentwicklung | Bevölkerungsentwicklung | Bevölkerungsentwicklung | Bevölkerungsentwicklung | Bevölkerungsentwicklung | Bevölkerungsentwicklung | Bevölkerungsentwicklung | Bevölkerungsentwicklung | Bevölkerungsentwicklung | Bevölkerungsentwicklung | Bevölkerungsentwicklung | Bevölkerungsentwicklung |
| ----------------------- | ----------------------- | ----------------------- | ----------------------- | ----------------------- | ----------------------- | ----------------------- | ----------------------- | ----------------------- | ----------------------- | ----------------------- | ----------------------- | ----------------------- | ----------------------- | ----------------------- | ----------------------- |
| Jahr                    | 1861                    | 1871                    | 1881                    | 1901                    | 1911                    | 1921                    | 1931                    | 1951                    | 1961                    | 1971                    | 1981                    | 1991                    | 2001                    | 2011                    | 2022                    |
| Einwohner               | 2034                    | 1975                    | 2105                    | 2100                    | 2242                    | 2201                    | 2403                    | 2652                    | 2834                    | 3271                    | 3942                    | 3933                    | 3981                    | 4164                    | 4186                    |
| Quelle: ISTAT           |                         |                         |                         |                         |                         |                         |                         |                         |                         |                         |                         |                         |                         |                         |                         |

## Sehenswürdigkeiten
- Pfarrkirche Santa Margherita.[2]
- Romanische Kirche San Pietro ist ein Bau im romanischen Stil auf einem rechteckigen Grundriss mit einem einfachen Portal, das von einem Lünettenfenster überragt wird. Der schiefe Glockenturm der von zwei Stockwerken mit zweibogigen Fenstern erhellt wird, galt schon immer als Symbol der Stadt. Im Inneren können sie die Fresken von Giovanni Giacomo De Magistris bewundern.[3][4]
- Villa Visconti Crivelli (1809), Architekt: Simone Cantoni aus Caneggio
- Villa Bassi Roncaldier[5]
- Denkmal für Fabio Casartelli befindet sich südlich der Pfarrkirche vor dem Eingang der Grundschulen, zwischen der Via Don Sturzo und der Via Rimembranze und wurde im Jahr 2000 im Rahmen eines internationalen Skulpturen-Symposiums der Stiftung Fabio Casartelli erbaut. Bildhauer Bruno Luzzani, der auch die Stele an der Stelle des tragischen Sturzes auf dem Abstieg des Portet d’Aspet (Pyrenäen) hatte. Das aus weißem Marmor der Garfagnana gefertigte Denkmal enthält eine Sonnenuhr mit den wichtigsten Daten des Lebens des verstorbenen Olympiasiegers von Barcelona, ebenfalls am 18. Juli um 12 Uhr, der tragische Sturz, ein Sonnenstrahl geht durch ein kleines Loch im vertikalen Teil des Denkmals, das das Licht auf die Basis projiziert.
- Ethnografisches und Wasser Museum (2004) ein altes, leerstehendes Waschhaus, das 2004 als Museum wiedereröffnet wurde mit dem Ehrgeiz, das Zentrum des kulturellen Lebens des Landes zu werden. Die Zeit, die mit dem Wäschewaschen verbracht wurde, war auch eine Gelegenheit für Begegnungen, Dialoge, Reflexionen, Lieder und das Teilen der täglichen Bemühungen. Aus diesem Bewusstsein wurde die Idee des kollektiven Gedächtnisses dieses sozialen Raums geboren, als Beweis für eine Vergangenheit, die vielleicht nicht sehr weit entfernt war, aber weit entfernt von der jüngeren Generation.

## Veranstaltungen
- Dorf der Elfen, eine Weihnachtsveranstaltung für junge Menschen, die jedes Jahr Tausende von Menschen anzieht. Last but not least gibt es klassische und moderne Musikkonzerte, Kunstausstellungen, Gymnastik und Volksfeste. Außerdem wird in der Regel am 3. Sonntag im Juli ein „Fabio Casartelli“ -Radsport-Mediofondo zum Gedenken an den verstorbenen Meister Fabio Casartelli organisiert, der 1992 die Goldmedaille bei den Olympischen Sommerspielen 1992 im Radsport gewann.

## Persönlichkeiten
- Carlo Pellegrini (1866–1937), Maler tätig in Genf und Adelboden
- Oreste Magni (1936–1975), Radrennfahrer
- Giovanni Cobolli Gigli (* 1945), Manager und Präsident von Juventus Turin
- Fabio Casartelli (1970–1995), Radrennfahrer